# Široko Polje
Široko Polje falu Horvátországban, Eszék-Baranya megyében. Közigazgatásilag Diakovárhoz tartozik.

## Fekvése
Diakovár központjától 11 km-re északra, Szlavónia középső részén, a Đakovštinán, a Szlavóniai-síkságon, a Diakovárt Eszékkel összekötő főút mentén, Kuševac és Vuka között fekszik. Településrészei: Fabrika, Lenija és Sajmište.

## Története
A történeti források szerint valahol a mai Široko Polje és Tomašanci között feküdt a középkorban Újlak mezőváros, melyet 1283-ban még faluként („Villa seu poss. Wylak”), de Pesty Frigyes szerint a 15. század közepén már mezővárosként („civitas”) említenek. A Csákiak, a Garaiak, majd a század végén a Horvátiak voltak a birtokosai. A mellette fekvő Kisújlakot 1506-ban vámszedő helyként említik. A térséget 1536-ban szállta meg a török lehet, hogy mindkét település ekkor pusztult el. 1537-ben itt a diakovári csatában verte meg Mehmed szendrői bég nyolcezres török serege Johann von Katzianer császári zsoldosvezér tizenkétezres seregét.
Široko Polje a 18. században keletkezett, amikor 1754-től Ćolnić püspök Észak-Boszniából, Plehan és Derventa vidékéről menekült horvát katolikusokat telepített le itt. A letelepülők falujukat széles mezőnek, azaz Široko Poljénak nevezték el. 1803-ban 16 lakott ház állt a településen. Az első katonai felmérés térképén „Siroko Polie” néven található. Lipszky János 1808-ban Budán kiadott repertóriumában „Sirokopolye” néven szerepel. Nagy Lajos 1829-ben kiadott művében „Sirokopolye” néven 49 házzal, 278 katolikus vallású lakossal találjuk. A 19. században jelentős számú magyar és bácskai német lakosság vándorolt be a településre. Lakói kezdetben a garai templomba jártak, de 1844-ben felépült Szent Izidor tiszteletére szentelt templomuk. A 20. század elején a településnek két vására volt, melyeket március 12-én és szeptember 29-én tartottak, mindkét vásár az 1960-as években szűnt meg.
A településnek 1857-ben 512, 1910-ben 769 lakosa volt. Verőce vármegye Diakovári járásának része volt. Az 1910-es népszámlálás adatai szerint lakosságának 72%-a horvát, 15%-a magyar, 13%-a német anyanyelvű volt. Az első világháború után 1918-ban az új szerb-horvát-szlovén állam, majd később (1929-ben) Jugoszlávia része lett. A második világháború idején a német és magyar lakosságnak menekülnie kellett a partizánok támadása elől. Elhagyott házaikba főként Boszniából érkezett horvát lakosság. Az áramot 1963-ban vezették be a házakba, 1980-ban az utakat aszfaltozták le, 1987-ben pedig a telefont is bevezették. 1991-től a független Horvátországhoz tartozik. 1991-ben lakosságának 98%-a horvát nemzetiségű volt. A honvédő háborúban a falut nem érték károk, de lakói közül többen részt vettek a harcokban, melyeknek egy halálos áldozatuk is volt. Tiszteletükre a központban emlékparkot avattak. 2011-ben a településnek 1012 lakosa volt.

## Lakossága
| Lakosság változása | Lakosság változása | Lakosság változása | Lakosság változása | Lakosság változása | Lakosság változása | Lakosság változása | Lakosság változása | Lakosság változása | Lakosság változása | Lakosság változása | Lakosság változása | Lakosság változása | Lakosság változása | Lakosság változása | Lakosság változása |
| ------------------ | ------------------ | ------------------ | ------------------ | ------------------ | ------------------ | ------------------ | ------------------ | ------------------ | ------------------ | ------------------ | ------------------ | ------------------ | ------------------ | ------------------ | ------------------ |
| 1857               | 1869               | 1880               | 1890               | 1900               | 1910               | 1921               | 1931               | 1948               | 1953               | 1961               | 1971               | 1981               | 1991               | 2001               | 2011               |
| 512                | 590                | 456                | 652                | 670                | 769                | 757                | 817                | 879                | 858                | 920                | 971                | 988                | 987                | 1.099              | 1.012              |

## Nevezetességei
Szent Izidor tiszteletére szentelt római katolikus temploma 1844-ben épült. Első nagyobb megújítása 1922-ben történt, amikor a templom új oltárképet is kapott. 1927-ben a barokk toronysisakot cserélték ki csúcsosra. 1957-ben az egész tornyot újjá kellett építeni. 1961-ben sekrestyével bővítették. 1963-ban kőoltárt készítettek, 1964 és 1966 között pedig a templomot belülről és kívül díszítették. 1995/96-ban a tetőzetet cserélték ki. 2006-ban a régi helyett új sekrestyét építettek, az épület pedig kívül-belül teljes felújításon esett át. 2007-ben megtörtént a harang villamosítása, majd 2008 tavaszán festés és külső szigetelés befejeződött.

## Kultúra
- A KUD Širokopoljac kulturális és művészeti egyesületet 1974-ben alapították. Több sikeres fellépés után az egyesület 1988-ig működött. Működésüket 2004 februárjában újították fel, majd Ivan Lončarević személyében új vezetőt választottak. 2007-ben az egyesület „Alaj pjevam i pjevati znadem” címmel CD-lemezt adott ki. 2010-től évente megrendezi a helyi folklórszemlét, melynek során 5-6 kultúrcsoport vonul fel a falu központjától a templomig. Évente karácsonyi koncertet adnak.
- A „Sunce” templomi énekkart 1997-ben alapították.

## Oktatás
A helyi oktatás kezdetei 1857-ig nyúlnak vissza. Az oktatás kezdetben magánházakban folyt, majd 1864-ben felépült az első iskolaépület. Az iskola ma a diakovári Josip Antun Čolnić általános iskola területi iskolájaként működik. 2007-ben az új iskolaépület átadása után az intézmény nyolcosztályosra bővült.

## Sport
- Az NK Hajduk Široko Polje labdarúgóklubot 1935-ben még Sloga néven alapították. Nevét két év után változtatták meg. A csapat ma a megyei 2. ligában szerepel.
- A KK „Ravnica” lovasklubot 2015-ben alapították.
- MNK Široko Polje kispályás labdarúgóklub

## Egyesületek
- A DVD Široko Polje önkéntes tűzoltóegyletet 1939-ben alapították. A tűzoltószerházat 1989-ben építették. Az egyesület ma mintegy 30 aktív taggal működik.
- Az LU „Kuna” Široko Polje vadásztársaság kezdetei 1905-ig nyúlnak vissza.